# 갈라바
갈라바는 애니메이션 "성전사 단바인"에 등장한 가공의 병기, 오라 파이터.

## 기체해설
오라 파이터는 인간형의 오라 배틀러와는 달리, 기동성과 화력을 중시한 공중전용기로서 제조된 드레이크 군의 신형기로, 실루엣은 윙 캘리버에 가깝다.
무장은 동체 상부에 빌바인에 필적하는 장포신 단장 오라 캐넌이 1문. 좌우 컨버터 측면에 오라 발칸 각 1문. 다리 부분에 2연장 사출식 와이어 클로. 거기에 3연장 오라 샷을 내장한 오라 샷 암이 한 쌍 존재하지만, 이 다섯 손가락을 폐지한 팔은 화기의 병장 스포트에 지나지 않고, 격투 무기를 보유할만한 것이 아니다 (적기를 때리는 것은 가능). 격투를 버리고 사격에 특화한 일격이탈형 기체이며, 공중전에 있어서는 오라 배틀러를 압도하는 성능을 발휘하기 위해 설계되어 있다. 단, 제조 공정이 복잡해서 고가인데다가, 일반병이 탄 본 기체가 실력을 발휘할 새도 없이 맥 빠지게 박살 나는 모양을 볼 때, 분명히 탑승자를 가리는 기체이며, 각각의 성능이야 어쨌든 전력적인 비용 대 효율 면에서 볼 때, 양산할 가치가 있는지 의문이 남는 오라 머신일 것이다.
완성 시는 제작자이기도 한 제트 라이트가 탑승, 뒤에 본 작의 주인공 쇼의 라이벌  흑기사도 사용하고, 하이퍼화했다.
제조는 지상에 떠오르기 전에 했지만, 마침, 제트가 기술자에서 성전사로 돌아서려고 계획한 시기에 마무리가 겹쳤기 때문에, 조정이 행하여지지 않고 오랫동안 방치되고 있었다 (등장 신은 있지만 격납고에 앉은 채 가동하지 않고, 공교롭게도 본 기체의 컨셉트를 발전시킨 부부리이쪽이 먼저 실전 배치되고 있다). 때문에 실전투입은 종반 가까이이지만, 시험 제작기와 병행되어서 소수 생산 (추가 시험제작?)도 행하여졌던 모양이고, 최종 결전 시에는 여러 대의 기체가 참가하고 있다.
덧붙이자면 본편에서는 한번도 오라 파이터라는 말은 사용되지 않고, 쇼도 갈라바를 '오라 바머'라고 말하고 있었다. 한편, 갈라바라는 이름을 가지는 기동병기가 "기동전사 건담"의 종반 가까이에 등장할 예정이었지만, 햇빛을 보지 못하고 프로그램이 종료했기 때문에, 거기서 유용해왔다는 유래를 가진다.

## 같이 보기
- 오라 머신 목록